# Болошки
Болошки (рос. Болошки) — присілок Велізького району Смоленської області Росії. Входить до складу Будницького сільського поселення.
Населення — 9 осіб (2007 рік).